# هارالد دوم
هارالد دوم (به انگلیسی: Harald II) (درگذشتهٔ ۱۰۱۸) پادشاه دانمارک از ۱۰۱۴ تا ۱۰۱۸ بود.
اطلاعات کمی در رابطه با هارالد دوم وجود دارد. او بزرگترین پسر اسوین یکم، شاه دانمارک از همسرش گانهیلد بود و در مدت‌زمانی که پدرش در انگلستان با شاه اتلرد بدفهم می‌جنگید نایب‌السلطنتی او را برعهده داشت. اسوین یکم در ۱۰۱۴ درگذشت و هارالد جانشین او شد. او تا ۱۰۱۸ سلطنت کرد و در این مدت برادرش کانوت توانست انگلستان را فتح نماید. هارالد در ۱۰۱۸ درگذشت و پس از او برادرش کانوت بر تخت پادشاهی نشست.